# Stéphane Lambese
Stéphane Lambese (Nogent-sur-Marne, Francia, 10 de mayo de 1995) es un futbolista de Haití nacido en Francia que juega en la posición de lateral derecho con el Lokomotiv Sofia de la Liga Profesional de Bulgaria.

## Carrera

### Club
| Periodo   | Club              |
| --------- | ----------------- |
| 2013-2016 | PSG II            |
| 2017      | Blois Foot 41     |
| 2017-2019 | FC Lorient II     |
| 2018-2019 | → Laval (cedido)  |
| 2019-2021 | US Orléans        |
| 2021-2022 | US Quevilly-Rouen |
| 2023-     | Lokomotiv Sofia   |

### Selección nacional
A nivel de selecciones menores jugó en cuatro ocasiones con Francia en la categoría sub-16 y con Haití en la categoría sub-20.
Lambese debutó con Haití en un partido no oficial el 7 de marzo de 2014 en un partido amistoso ante Kosovo. Lambese jugó con Haití en la Copa América Centenario en 2016.